# Numerosità
La teoria delle numerosità per insiemi infiniti è stata introdotta dal matematico italiano Vieri Benci nel 1995, e successivamente sviluppata insieme ai suoi collaboratori Mauro Di Nasso e Marco Forti, come raffinamento della nozione di cardinalità introdotta da Georg Cantor. Mentre la cardinalità classica di Cantor classifica gli insiemi in base all’esistenza di una corrispondenza biunivoca con altri insiemi (definendo per esempio {\displaystyle \aleph _{0}} per i numerabili, {\displaystyle \aleph _{1}} e così via per gli infiniti di maggior “taglia”), l’idea di numerosità mira a fornire un punto di vista diverso, collegandosi alla V nozione comune di Euclide "L'intero è maggiore della parte". Questa impostazione porta in modo naturale a considerare come numerosità i numeri ipernaturali dell'analisi non standard.
In breve, nella teoria delle numerosità si associa ad ogni insieme infinito un valore numerico che rispecchi la sua “quantità di elementi” in modo più diretto, senza fare ricorso unicamente alle corrispondenze biunivoche. Questo approccio utilizza strumenti di logica e analisi, cercando di dare un significato operativo alla nozione di “contare” anche quando si hanno insiemi infiniti. La numerosità si rivela così utile per lo studio di alcuni problemi di matematica discreta ed è oggetto di ricerche nell’ambito delle teorie alternative (o complementari) alla cardinalità cantoriana tradizionale.

## Principali assiomi
In modo semplificato, per definire una numerosità si assume di avere:
- Un insieme (o classe) di insiemi “etichettati” (detti anche “labelled”).
- Un insieme (o classe) ordinato di “numeri” (i possibili valori di numerosità).
- Una mappa suriettiva {\displaystyle \mathrm {num} } che associa a ogni insieme il suo valore di numerosità, obbedendo a quattro principi fondamentali:

1. Principio dell'unione: se {\displaystyle \mathrm {num} (A)=\mathrm {num} (A')} e {\displaystyle \mathrm {num} (B)=\mathrm {num} (B')} e i domini di {\displaystyle A} e {\displaystyle B} così come di {\displaystyle A'} e {\displaystyle B'} sono disgiunti, allora {\displaystyle \mathrm {num} (A\cup B)=\mathrm {num} (A'\cup B')}.
2. Principio del prodotto Cartesiano: se {\displaystyle \mathrm {num} (A)=\mathrm {num} (A')} e {\displaystyle \mathrm {num} (B)=\mathrm {num} (B')}, allora {\displaystyle \mathrm {num} (A\times B)=\mathrm {num} (A'\times B')}.
3. Principio di Zermelo: se {\displaystyle \mathrm {num} (A)<\mathrm {num} (B)}, allora esiste un soprainsieme proprio {\displaystyle B'\supset A} con {\displaystyle \mathrm {num} (B')=\mathrm {num} (B)}.
4. Principio asintotico: se per tutti {\displaystyle n} la funzione di conteggio di {\displaystyle A} è minore o uguale a quella di {\displaystyle B}, allora {\displaystyle \mathrm {num} (A)\leq \mathrm {num} (B)}.

Da questi principi discendono diverse proprietà, tra cui la definizione di “somma di numerosità” (come l’unione disgiunta di insiemi) e di “prodotto di numerosità” (come prodotto cartesiano).

## Esempi: insiemi infiniti numerabili
Un classico esempio è l’insieme dei numeri naturali positivi {\displaystyle \mathbb {N^{+}} }, che in questo approccio viene associato a un “numero infinito”, spesso indicato con {\displaystyle \alpha }:
{\displaystyle \mathrm {num} (\mathbb {N^{+}} )=\alpha .}
Se si considera ora l’insieme dei numeri pari, nella teoria di Cantor quest’insieme ha la stessa cardinalità di {\displaystyle \mathbb {N} }, ma nella numerosità di Benci e collaboratori esso ha valore {\displaystyle \alpha /2}, in modo che risulti “la metà” dei naturali (e si conserva il principio: l’insieme dei pari è sottoinsieme proprio di {\displaystyle \mathbb {N} }, quindi deve avere numerosità minore).
Naturalmente, {\displaystyle \alpha /2} non è un numero reale standard ma un elemento di un insieme non archimedeo che estende i naturali.
Con considerazioni analoghe si ottiene:
{\displaystyle \mathrm {num} (\mathbb {Z} )=2\alpha +1}
{\displaystyle \mathrm {num} (\mathbb {Q^{+}} )=\alpha ^{2}}
{\displaystyle \mathrm {num} (\mathbb {Q} )=2\alpha ^{2}+1}

## Collegamento con l'analisi non standard
Le idee alla base della numerosità si collegano anche all’analisi non standard di Robinson: si ottengono sistemi numerici che includono infiniti e infinitesimi “coerenti” con operazioni di somma e prodotto. L’infinito {\displaystyle \alpha } che esprime la numerosità di {\displaystyle \mathbb {N} } può essere trattato come un numero ipernaturale non standard, successivo a tutti i numeri finiti, e consente di utilizzare dimostrazioni e metodi tipici dell’analisi non archimedea.

## Applicazioni e ricerche in corso
La ricerca sulla numerosità è stata applicata o discussa in:
- Classificazioni alternative delle dimensioni degli insiemi in alcuni contesti discreti o combinatori.
- Esplorazione rigorosa delle proprietà simili alle misure, a cavallo tra la teoria delle misure e l'aritmetica cardinale.[10]
- Indagini sui fondamenti della matematica, in particolare sulla natura dell'infinito.
- Probabilità e filosofia della scienza[11]

Nonostante sia relativamente di nicchia, la teoria continua a essere studiata ed estesa da un piccolo gruppo di matematici interessati a questioni fondazionali o a creare un ponte tra intuizioni finite e contesti infiniti.

## Ulteriori letture
Paolo Mancosu ha ricostruito dal punto di vista storico e filosofico la nascita delle teorie delle numerosità. In particolare, i capitoli 3 e 4 del libro citato sono dedicati alla dimensione degli insiemi infiniti. In quel libro, è riuscito a risalire ai primi studi sulla dimensione degli insiemi infiniti (partendo dall'approccio di Cantor) nella tesi di dottorato di Fredic M. Katz.